# ヤン・ネルダ

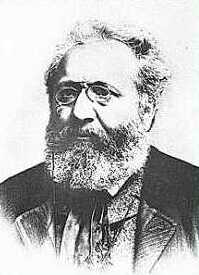
ヤン・ネルダ

ヤン・ネルダ（Jan Nepomuk Neruda, 1834年7月9日 - 1891年8月22日)は、チェコのジャーナリストであり、19世紀のチェコを代表する作家、評論家、詩人。
プラハ庶民の生活を、フェイエトン（フイユトン、フイトン）などの写実主義的な文学手法を用いて描写した。短篇や旅行記の手法は、後に世界的に活躍したカレル・チャペックらにも影響を与えた。
ヤン・ネルダは、プラハのマラー・ストラナ（小地区）と呼ばれる地区に食料品屋の子として生まれた。プラハ・カレル大学で哲学と文献学を学んだ後、1860年まで教師として働き、またフリーのジャーナリスト、作家でもあった。結婚はしなかったが、作家であるカロリナ・スヴェトラと非常に親しい関係にあった。
19世紀は、チェコの民族運動が育っていった時代であるが、ネルダもその誕生に貢献した。常に同時代の文化・政治的な議論の中心にあり、批評家としての名声を得た。ネルダの代表作は、プラハ，特にマラーストラナの市民と生活を描いた "Povídky malostranské" （フェイエトン　ヤン・ネルダ短篇集）である。これは2003年に竹田裕子によって日本語にも訳された。ネルダが1891年に死去すると、同書にも登場する Ostruhová 通りはネルドヴァ通りと名付けられた。チリのノーベル文学賞作家のパブロ・ネルーダの筆名の由来ともなった。

## 著作の日本語訳
- 『フェイエトン　ヤン・ネルダ短篇集』竹田裕子訳、未知谷、2003年